# 西舞鶴車站

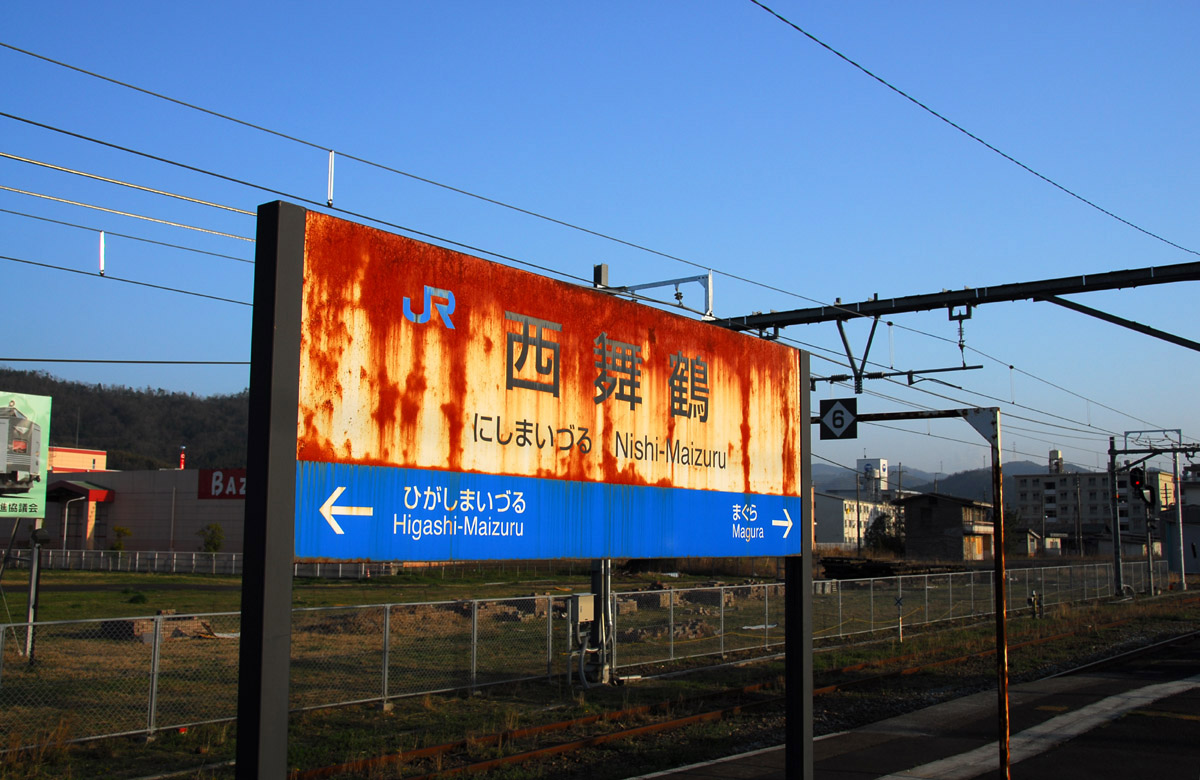
西舞鶴車站的月台標示

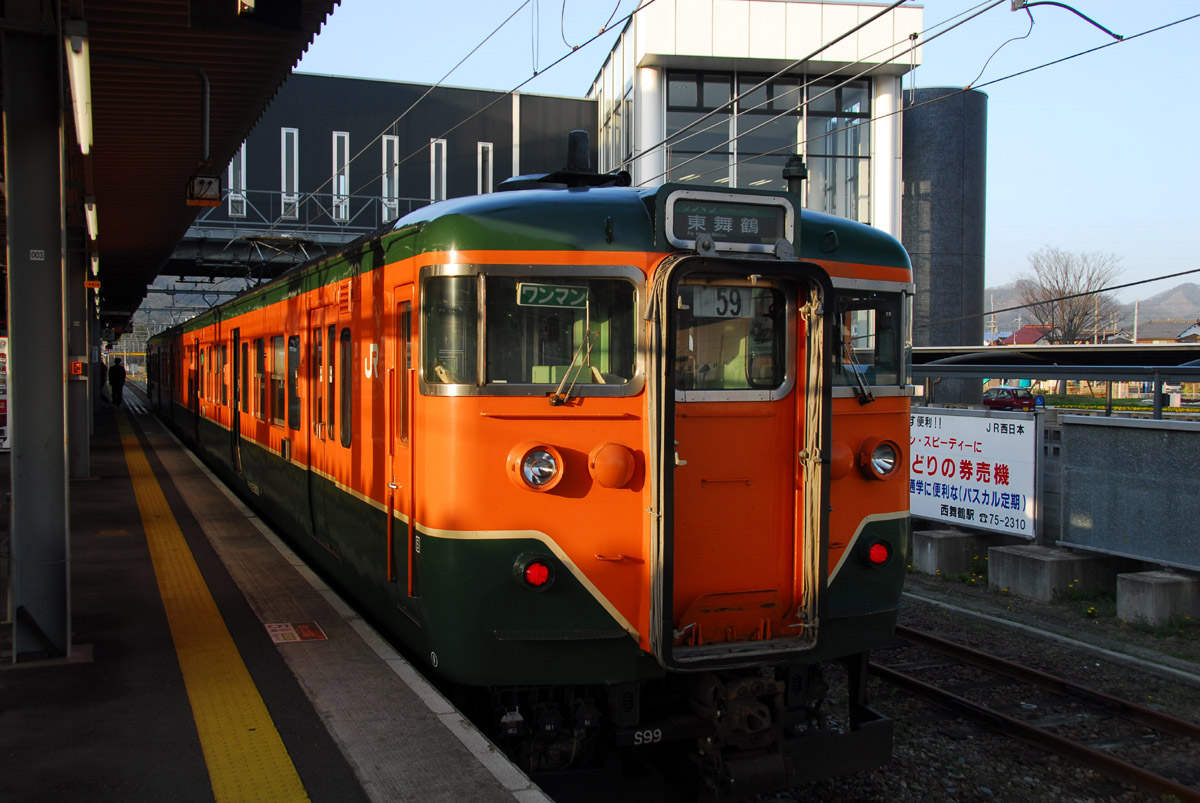
停靠在車站內、隸屬於JR西日本的115系電聯車

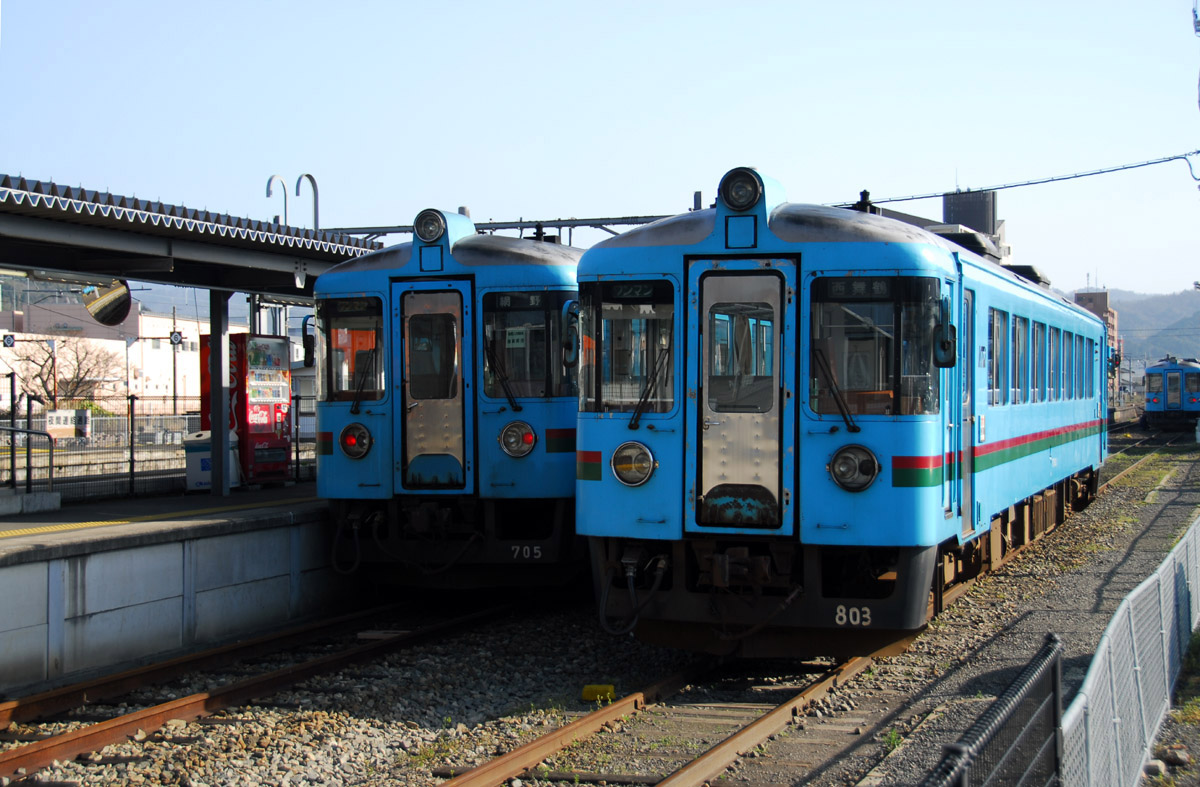
停靠在車站內，作為宮津線上普通車使用的北近畿丹後鐵道KTR700與800型柴客車

西舞鶴車站（日语：／ Nishi-maizuru eki */?）是位於日本京都府舞鶴市，由西日本旅客鐵道（JR西日本）與北近畿丹後鐵道（北近畿タンゴ鉄道，KTR）共同使用的鐵路車站。由於西舞鶴地區自古以來就是擁有相當發展的商業地帶，作為舞鶴市區的主要車站，利用此站進行通勤與通學的旅客數量不少。除此之外由於鄰近舞鶴市的行政中心與倉谷工業團地，也因此帶來相當數量的商務旅客。
行駛於舞鶴線上的所有各級列車都會在此站停靠。而此站也是地方鐵道業者北近畿丹後鐵道的幾個據點車站之一。

## 車站構造
此站全部的月台皆築於地面上，月台區大體可以分為JR西日本所使用的主月台區域，與北近畿丹後鐵道所使用的區域。其中JR西日本的部分配置有兩座島式月台共4條貫通車站的乘車線，而北近畿丹後鐵道則是配置一座側式月台（實際上是島式月台的半邊）與一條乘車線，且為單向通行的終端式路線。有部分站體是建在橫跨鐵路線的天橋之上。
另外，兩家鐵路公司為了方便雙方的直達列車能夠互相在對方的路線中行駛，特別讓JR西日本方面的一號線同時通過兩家鐵路公司的月台（北近畿丹後鐵道唯一的一座月台雖然採雙面的島式月台設計，但只有靠西面的一側設有自家的乘車線，月台的另一側則是直接靠在JR西日本的一號線上）。如此，所有自京都、大阪方向駛來、要繼續前往北近畿一帶的直達特快車，無論是隸屬於JR西日本的橋立號（はしだて）、文殊號，或是隸屬於北近畿丹後鐵道的丹後發現號（タンゴディスカバリー）與丹後探險家號（タンゴエクスプローラー），都能在西舞鶴略作停靠之後，繼續駛往北近畿地區。
西舞鶴車站由於曾是負責附近路線維修支援的工務部門舞鶴鐵道部的營運基地，因此站區面積廣大並設有許多停車側線。但1994年時舞鶴鐵道部遷移到綾部車站營運，站區內許多側線不再有實際的用途，因此在1999年部分站體進行天橋化改建時，也順便將大部分的停車線撤除僅保存一條備用。路線裁撤之後空出的空地，則在之後改作為購物中心等商業設施的建設用地。

### JR西日本
側式月台1面1線與島式月台1面2線，合計2面3線的地面車站。

#### 月台配置
| 月台 | 路線   | 方向 | 目的地                 | 備註           |
| ---- | ------ | ---- | ---------------------- | -------------- |
| 2    | 舞鶴線 | 下行 | 東舞鶴、敦賀方向       |                |
| 2    | 舞鶴線 | 上行 | 綾部、福知山、京都方向 | 只限朝晩的普通 |
| 3    | 舞鶴線 | 上行 | 綾部、福知山、京都方向 |                |
| 4    | 舞鶴線 | 下行 | 東舞鶴、敦賀方向       | 只限一部分列車 |
| 4    | 舞鶴線 | 上行 | 綾部、福知山、京都方向 | 只限一部分列車 |

### 京都丹後鐵道
JR的側式月台對側的近綾部切欠式月台1面1線的地面車站。

## 使用情況
1日平均上車人次推移如下表。
平成29年（2017年）度1日平均上車人次數據是根據國土交通省西舞鶴站東口未使用地活用聆訊案件添付資料。
| 年度   | 1日平均上車人次 | 1日平均上車人次 |
| 年度   | JR西日本        | 京都丹後鐵道    |
| ------ | --------------- | --------------- |
| 1999年 | 1,411           | 578             |
| 2000年 | 1,411           | 633             |
| 2001年 | 1,384           | 600             |
| 2002年 | 1,342           | 436             |
| 2003年 | 1,288           | 433             |
| 2004年 | 1,244           | 384             |
| 2005年 | 1,266           | 367             |
| 2006年 | 1,255           | 340             |
| 2007年 | 1,260           | 458             |
| 2008年 | 1,178           | 745             |
| 2009年 | 1,121           | 682             |
| 2010年 | 1,151           | 619             |
| 2011年 | 1,249           | 486             |
| 2012年 | 1,351           | 362             |
| 2013年 | 1,419           | 367             |
| 2014年 | 1,408           | 403             |
| 2015年 | 1,415           | 374             |
| 2016年 | 1,455           | 400             |
| 2017年 | 1,487           | 392             |
| 2018年 |                 | 356             |

## 歷史
- 1904年（明治34年）11月3日 - 以日本國有鐵道（國鐵）舞鶴車站的身份開站營運，並出借給阪鶴鐵道作為客/貨運車站營運。
- 1907年（明治40年）8月1日 - 阪鶴鐵道收規國有。
- 1944年（昭和19年）4月1日 - 改名為西舞鶴車站。
- 1984年（昭和59年）1月21日 - 貨物車站部分的業務中止。
- 1985年（昭和60年）3月14日 - 通往舞鶴港車站（日语：舞鶴港駅）的貨運支線（舞鶴港線）廢線。
- 1987年（昭和62年）4月1日 - 日本國鐵分割民營化，西舞鶴車站的所有與營運權改由西日本旅客鐵道繼承。
- 1999年（平成11年）9月25日 - 改建為天橋化站體。
- 2001年（平成13年）－入選近畿車站百選（第二回）。

## 車站周邊
伴隨著天橋化站體的改建，原本只有單邊出口的西舞鶴車站增設了西口與東口等新的出口。其中西口部分其實就是舊西舞鶴車站的剪票口，因此伴隨長年的旅客出入，西口外面早已發展成大部分日本鐵路車站門口都可以見到的商業街，商店、餐廳與商務旅館林立。
從西舞鶴車站西口往北步行約500公尺左右，就是西舞鶴當地的歷史名勝、修築於戰國時代的田邊城（別名「舞鶴城」）遺址。至於舞鶴城的城櫓（瞭望塔）的遺跡，則是放在西舞鶴車站前的廣場中央展示。
西舞鶴車站東口地區原本是車站附設的工務側線區，但由於原使用單位早已遷離，因此在站體改建時也順便被拆除。拆除的空地被改為商業使用，例如北近畿地區重要的零售業者佐藤公司在此開設的「舞鶴市場城」購物中心（舞鶴バザールタウン，舞鶴Bazar Town）。

### 西口
- 舞鶴市公所西支所（舞鶴市役所西支所）
- 京都地方法院舞鶴分院（京都地方裁判所舞鶴支部）
- 舞鶴警察署（日语：舞鶴警察署）（舊舞鶴西警察署）
- 田邊城（日语：田辺城 (丹後国)）（舞鶴城）
- 佐藤百貨（日语：さとう (京都府)）舞鶴店
- 圓隆寺（日语：円隆寺 (舞鶴市)）
- 朝代神社（日语：朝代神社）
- 本行寺 - 戰國時代大名京極高知的菩提寺（供奉其舍利子的寺院）
- 桂林寺（日语：桂林寺）

### 東口
- 舞鶴市場城
- 上新電機（ジョーシン）西舞鶴店
- 倉谷工業區（倉谷工業団地）
- 麒麟飲料（日语：キリンビバレッジ）舞鶴工廠

## 巴士
- 京都交通站牌

## 其他
西舞鶴車站曾經在2001年時，獲選第二回的近畿車站百選（近畿の駅百選），被認為是近畿地區最有代表性的100個鐵路車站之一。
在JR西日本的業務劃分上，西舞鶴車站的營運是由近畿統括本部所管轄。

## 相鄰車站
※特急「舞鶴」的相鄰停車站參見該條目。
西日本旅客鐵道（JR西日本）
 舞鶴線
■特急「舞鶴」
綾部－西舞鶴－東舞鶴
■普通
真倉－西舞鶴－東舞鶴
WILLER TRAINS（京都丹後鐵道）
宮津線（宮舞線）
快速（只限到站列車）
西舞鶴（M8） ← 丹後由良（M12）
普通
西舞鶴（M8）－四所（M9）

## 外部連結
- 西舞鶴｜車站資訊：JR出門網 - 西日本旅客鐵道
- 西舞鶴站 （页面存档备份，存于） - 京都丹後鐵道

35°26′41″N 135°19′49″E / 35.44472°N 135.33028°E